# Daniel Strehlau
Daniel J. Strehlau (ur. 22 listopada 1970 w Warszawie) – polsko-amerykański reżyser i autor scenariuszy do filmów dokumentalnych i fabularnych. Mieszka na stałe w Stanach Zjednoczonych. Posiada obywatelstwo amerykańskie i polskie. 
Podczas swojego pobytu w Polsce studiował filozofię na Uniwersytecie Warszawskim, produkcję w PWSFTviT w Łodzi, uzyskał tytuł magistra teologii na Chrześcijańskiej Akademii Teologicznej w Warszawie. W latach 2000–2001 był stypendystą Fundacji Kościuszkowskiej.
Zrealizował m.in. dwa filmy o tematyce polsko-żydowskiej: Żydzi Warszawy (1997), uhonorowany nagrodą główną na Jewish Video Competition w Berkeley (1998) i Chanuka, podwójny czas (2000), wyróżniony na Międzynarodowych Dniach Filmu Dokumentalnego „Rozstaje Europy” (2003).
Zrealizował krótkometrażowy film fabularny Okna (1996), 7-minutową fabułę Nieporozumienia (1999), 30-minutową fabułę Niedosyt (2004), 37-minutowy dokument z udziałem Amerykańskiego Senatora Berniego Sandersa We the People of the Revolution (USA, 2016) i 30-minutową fabułę Loop (USA, 2018).
W 2003 zrealizował wedle własnego autorskiego pomysłu - Warszawski Festiwal Filmów o Tematyce Żydowskiej- Warsaw Jewish Film Festival - pierwszy tego rodzaju festiwal w Europie Wschodniej i tym samym w Polsce.
W kwietniu 2009 zorganizował w Warszawie: KOLNOA - Festiwal Kina Izraelskiego wraz z Al - Seenima - Dzień Kina Palestyńskiego.